# Bêbada Favorita
"Bêbada Favorita" é uma canção da cantora brasileira Luísa Sonza e da dupla compatriota de música sertaneja Maiara & Maraisa, presente no terceiro álbum de estúdio de Sonza, Escândalo Íntimo (2023). Composta por Sonza, Carolzinha, Jenni Mosello, Douglas Moda e Pep Starling e produzida pelos dois últimos, a faixa será disponibilizada em 28 de maio em conjunto às outras faixas que não foram lançadas junta ao disco.

## Gravação
Em setembro de 2023, aconteceu a première de "Penhasco2", na qual Luísa deu alguns detalhes da gravação de "Bêbada Favorita" para a jornalista Foquinha. Ela revelou que gravou a canção realmente bêbada. Tanto que, em um momento da música, ela não conseguiu cantar certo. Portanto, tentou sete vezes acertar, mas não deu certo. Então, ela e sua equipe decidiram deixar assim mesmo para representar, de fato, a bêbada do título. Ainda na première, foi comentado que Sonza cita no final uma composição de uma cantora brasileira, mas que não revelou o nome.
A faixa faz sample da canção "Odeon", de Ernesto Nazareth, composta em 1910 e lançada em 1912.